# Bernadett Heidum
Bernadett Heidum (* 26. Mai 1988 in Budapest) ist eine ungarische Shorttrackerin.

## Werdegang
Sie nimmt seit 2002 an internationalen Rennen teil und debütierte im November 2005 in Den Haag im Weltcup. Bei den Europameisterschaften in Krynica-Zdrój gewann sie ihre erste internationale Medaille. Mit der Staffel errang sie Bronze. Ein Jahr später startete Heidum in Sheffield wieder bei den Europameisterschaften. Sie wurde diesmal Vierte mit der Staffel und Fünfte über 1500 m. Auch bei den Europameisterschaften in Ventspils erreichte Heidum vordere Ränge, gewann aber keine Medaille. Sie wurde Achte im Mehrkampf, Fünfte über 1500 m, Sechste über 3000 m und abermals Fünfte mit der Staffel. In der Saison 2008/09 erreichte Heidum über 1000 m erstmals in einem Weltcuprennen ein Halbfinale. Bei den Europameisterschaften 2009 in Turin errang Heidum ihren bislang größten Erfolg. Sie wurde mit der Staffel Europameisterin. Über 1000 m erlief sie sich zudem die Bronzemedaille und wurde im Mehrkampf Fünfte. Sie trat in Wien erstmals auch bei den Weltmeisterschaften an, ihre beste Platzierung erzielte sie als 18. des Mehrkampfs. Bei den Europameisterschaften 2010 in Dresden gewann Heidum mit Silber über 1000 m wieder eine Medaille. Im Mehrkampf und mit der Staffel belegte sie Rang vier. Sie erreichte außerdem bei der Teamweltmeisterschaft mit ihren Teamkolleginnen als Sieger des B-Finals Rang fünf. Heidum qualifizierte sich für die Olympischen Winterspiele 2010 in Vancouver. Dort belegte sie über 1000 m Rang neun, über 1500 m Rang 23 und wurde mit der Staffel zudem Fünfte. Auch bei den Europameisterschaften 2011 in Heerenveen setzte Heidum ihre Erfolgsbilanz fort. Sie gewann Silber im Mehrkampf, über 1000 m und mit der Staffel und Bronze über 500 m. Im Weltcup 2010/11 verbesserte sich Heidum weiter und erreichte mehrere Halbfinals, für ein Finale konnte sie sich jedoch nicht qualifizieren. Sie errang damit den achten Platz im Weltcup über 1500 m. Auch bei den Europameisterschaften 2012 in Mladá Boleslav war Heidum erfolgreich. Sie gewann über 1000 m Silber und mit der Staffel Bronze. Im Mehrkampf wurde sie Vierte. Im folgenden Jahr errang sie bei den Europameisterschaften 2013 in Malmö den fünften Platz im Mehrkampf und den vierten Platz mit der Staffel. In der Saison 2013/14 kam sie mit drei Top-Zehn-Platzierungen über 1500 m auf den achten Platz in der Weltcupwertung über 1500 m. Bei den Europameisterschaften 2014 in Dresden gewann sie die Bronzemedaille mit der Staffel. Beim Saisonhöhepunkt den Olympischen Winterspielen 2014 in Sotschi wurde sie Neunte über 1500 m und Sechste mit der Staffel. Im folgenden Jahr holte sie bei den Europameisterschaften 2015 in Dordrecht erneut die Bronzemedaille mit der Staffel. Im Februar 2016 wurde sie beim Weltcup in Dresden Zweite mit der Staffel. Bei den Weltmeisterschaften 2017 in Rotterdam gewann sie die Silbermedaille mit der Staffel.

## Persönliche Bestzeiten
- 500 m      44,140 s (aufgestellt am 15. März 2014 in Montreal)
- 1000 m    1:30,163 min. (aufgestellt am 19. Oktober 2012 in Calgary)
- 1500 m    2:20,049 min. (aufgestellt am 20. Oktober 2012 in Calgary)
- 3000 m    5:13,041 min. (aufgestellt am 30. Dezember 2011 in Budapest)